# Pycreus colchicus
Pycreus colchicus là loài thực vật có hoa trong họ Cói. Loài này được (K.Koch) Schischk. ex Grossh. miêu tả khoa học đầu tiên năm 1928.